# Hypocometa leptomita
Hypocometa leptomita är en fjärilsart som beskrevs av Louis Beethoven Prout 1926. Hypocometa leptomita ingår i släktet Hypocometa och familjen mätare. Inga underarter finns listade i Catalogue of Life.